# Vendée Globe 2020/2021

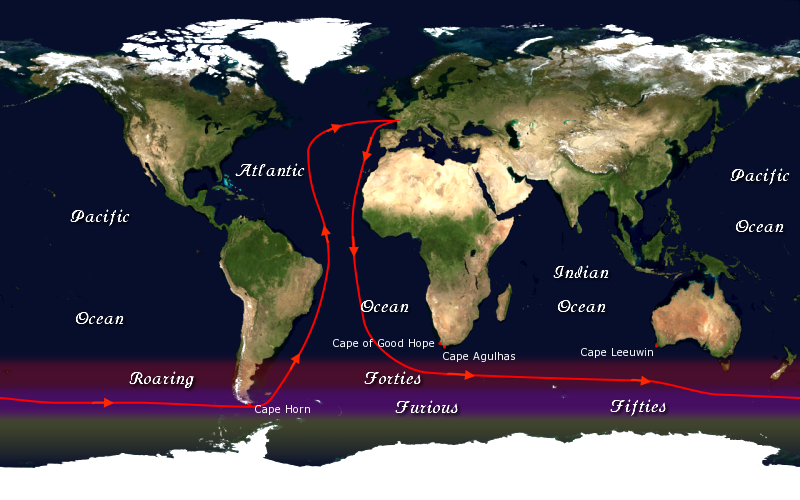
Route der Vendée Globe. Gesegelt wird zunächst in südliche, dann in östliche Richtung.

Die Vendée Globe 2020/2021 vom 8. November 2020 bis zum 5. März 2021 war die 9. Ausgabe der Vendée Globe, der einzigen regelmäßig veranstalteten Einhand-Non-Stop-Regatta um die Erde. Als eines der wenigen Sportereignisse, die während des COVID-19-bedingten Lockdowns stattfanden, erlangte sie eine größere Aufmerksamkeit als vorige Editionen. Zudem startete mit Boris Herrmann erstmals ein Deutscher, so dass auch in Deutschland viele Menschen, die sich zuvor nicht für den Segelsport interessiert hatten, das Rennen verfolgten.

## Teilnehmer
Die Vendée Globe 2020/21 begann am 8. November 2020 an der französischen Atlantikküste vor Les Sables-d’Olonne mit dem Start von 33 Seglern aus acht Nationen. Etwa zwei Drittel der Skipper stammten aus Frankreich; erstmals waren mit Boris Herrmann und Ari Huusela auch ein Deutscher und ein Finne dabei. Herrmanns Rennen auf seiner Seaexplorer – Yacht Club de Monaco wurde nicht nur in Deutschland mit Spannung erwartet. Mit dem Boot, der damaligen Malizia II, hatte er in den Jahren zuvor bei einer Reihe wichtiger Regatten, unter anderem beim Barcelona World Race und den Transatlantikrennen Transat Jacques Vabre und Route du Rhum, einen der vorderen Plätze erreicht.

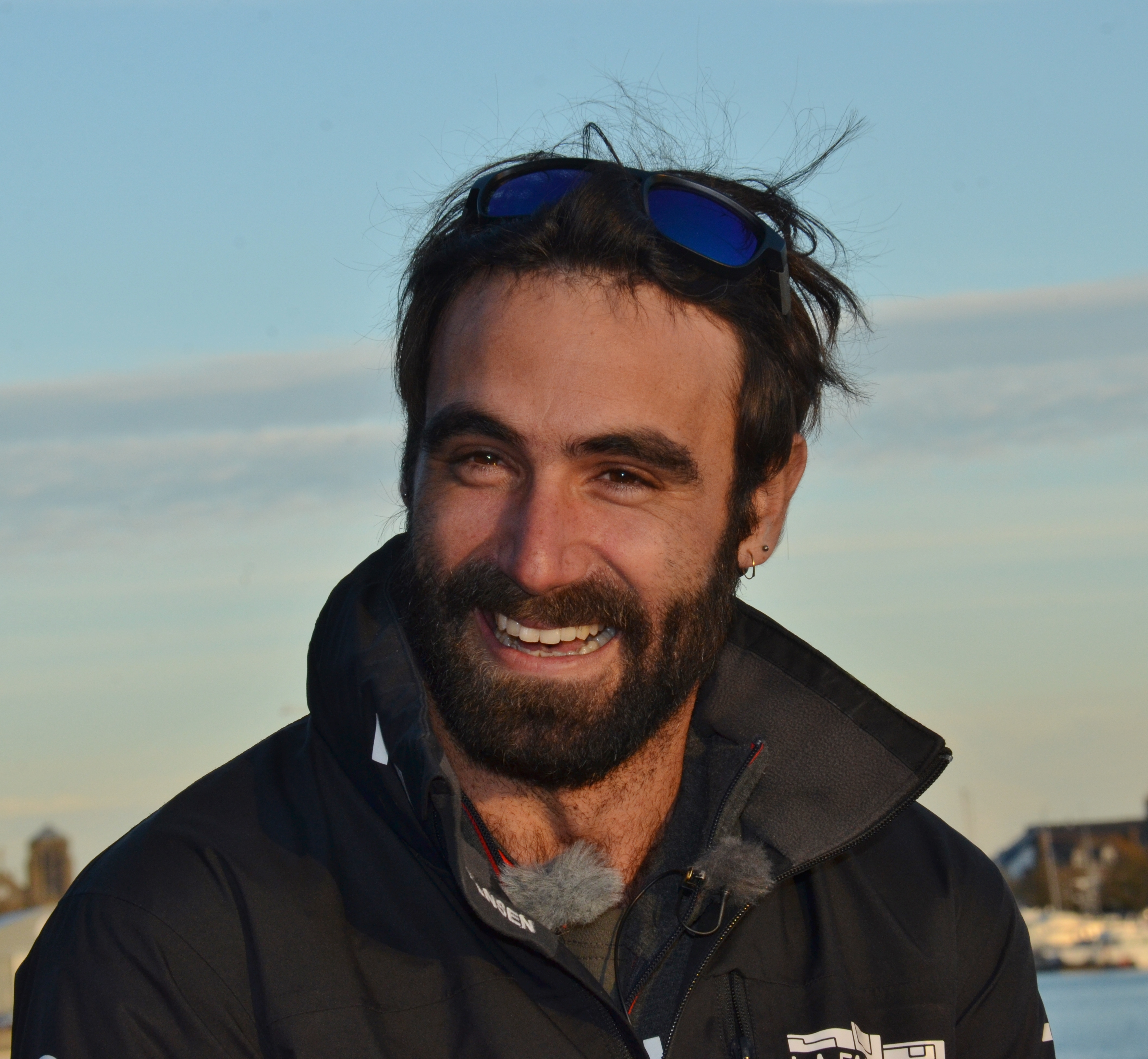
Alan Roura (2018), jüngster Skipper der Vendée Globe 2020/21

Während die vorige Ausgabe 2016/17 ohne eine einzige Skipperin stattgefunden hatte, starteten nun sechs Frauen: die Deutsch-Französin Isabelle Joschke sowie Alexia Barrier und Clarisse Crémer aus Frankreich und die Britinnen Samantha Davies, Pip Hare und Miranda Merron. Für die Routiniers Jean Le Cam (Frankreich) und Alex Thomson (Großbritannien) war es bereits die fünfte Teilnahme an einer Vendée Globe, je weitere zwei Skipper waren zum vierten bzw. dritten Mal dabei und neun zum zweiten. Achtzehn Segler starteten als Neulinge bei der renommierten Einhand-Regatta.
Mit Damien Seguin ging zum ersten Mal ein erfolgreicher Paralympionike an den Start: Dem Gold- und Silbermedaillengewinner und mehrfachen Weltmeister fehlt die linke Hand. Ältester Teilnehmer der Edition 2020/21 war der damals 61-jährige Jean Le Cam, jüngster der Schweizer Alan Roura mit 27 Jahren.
Im Vorfeld zählten Jérémie Beyou, Nicolas Troussel, Thomas Ruyant, Alex Thomson und Charlie Dalin, die allesamt mit IMOCA-Yachten der neuesten Generation ins Rennen gingen, zu den meistgenannten Favoriten. Die britische Segelexpertin Dee Caffari, die als erste Frau allein und nonstop in beide Richtungen um die Welt gesegelt ist, räumte daneben auch Kevin Escoffier mit seiner umfangreich modifizierten PRB und Sam Davies mit ihrer zehn Jahre alten Initiatives-Cœur gute Chancen auf einen der vorderen Plätze ein. Ganz anders der finnische Linienpilot und Hobbysegler Ari Huusela, der sich mit seiner Teilnahme einen Traum verwirklichte: Er betonte vor dem Start, sich keinen Stress machen zu wollen und definierte „Starten“ als sein erstes Ziel und als sein zweites „Ankommen“.

## Rolle der COVID-19-Pandemie

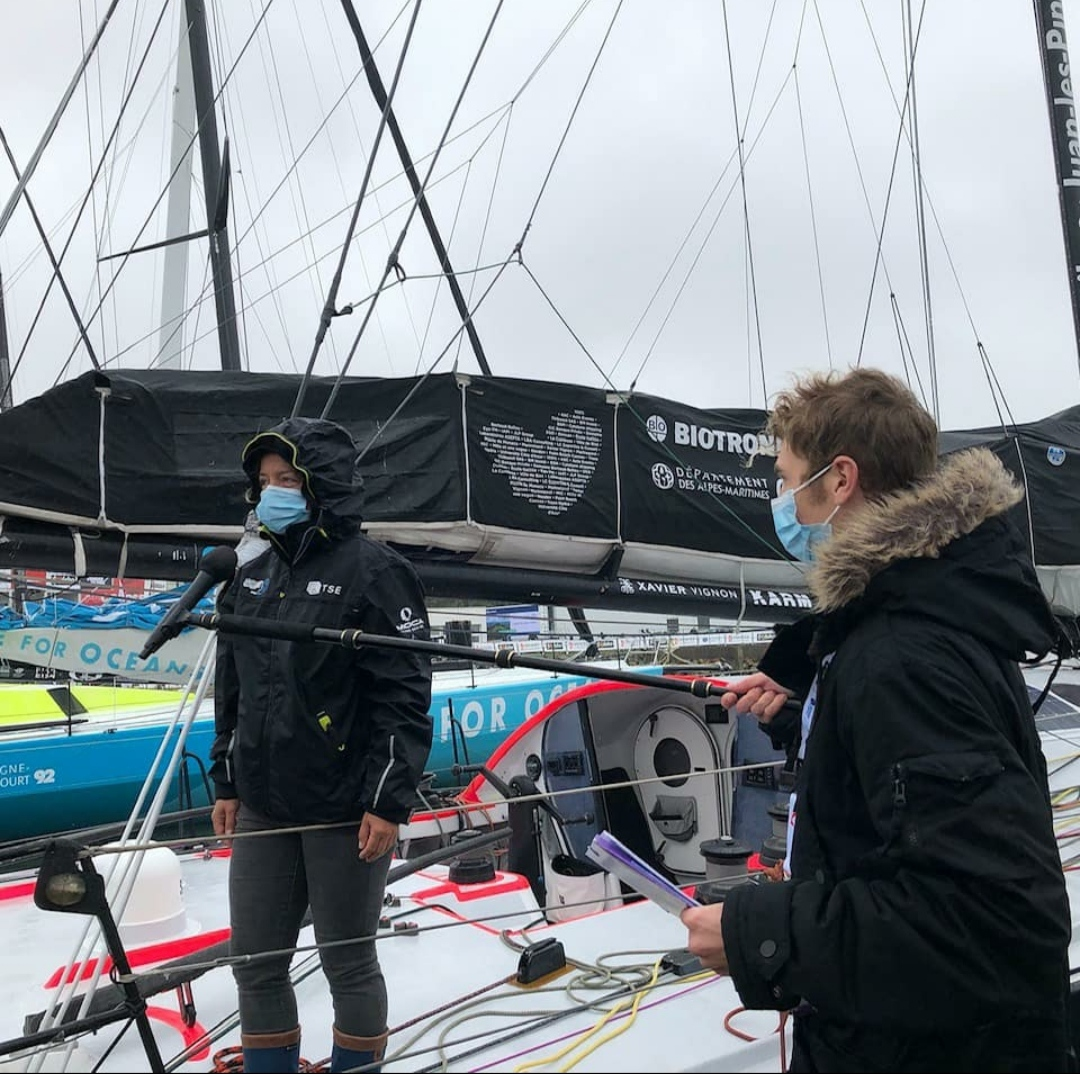
Interview mit Alexia Barrier unter Corona-Schutzmaßnahmen

Die weltweiten Einschränkungen durch die COVID-19-Pandemie schufen besondere Bedingungen für die 9. Ausgabe der Vendée Globe. Da die Einhandregatta im Unterschied zu anderen Sportveranstaltungen stattfinden durfte und die technischen Möglichkeiten zur Berichterstattung direkt von Bord eine direkte Beteiligung des Publikums ermöglichten, erreichte die internationale Medienpräsenz einen neuen Höchststand. In Zeiten eingeschränkter sozialer Mobilität füllte das Rennen eine Lücke, in der sich isolierte Menschen mit den Seglern allein auf ihren Booten verbunden fühlten.
Die Berichterstattung wurde durch tägliche Videos und Bilder auf YouTube, Dailymotion und Facebook bestimmt. Der schottische Segeljournalist Andi Robertson moderierte 116 Tage lang live aus Les Sables-d’Olonne die internationale Vendée-Globe-Show. Viele der Skipper nutzten die sozialen Medien, um während des Rennens von ihren Erfahrungen zu berichten und direkt mit den Zuschauern in Kontakt zu treten. Während andere sich – teils auch aus taktischen Gründen – mit Berichten zurückhielten, konnten die Videoblogger ein internationales Publikum für sich und die Regatta begeistern. Besonders Jean Le Cam, der seinem Boot den Kosenamen Hubert verpasst hatte, Pip Hare, die ihre Fans gleich über mehrere virtuelle Plattformen auf dem Laufenden hielt, und Boris Herrmann wurden durch ihre offenen, authentischen und teils humorvollen Berichte zu Publikumslieblingen.
Große Einbußen hatten hingegen die Veranstalter und Sponsoren auf nationaler Ebene zu verzeichnen, da das Regattadorf nicht die üblichen Hunderttausende von Besuchern anzog. Für die nicht aus Frankreich stammenden Skipper war es fraglich, ob ihre Familienangehörigen sie im Ziel empfangen werden könnten. Je nach aktuellem Stand der Pandemie-Verordnungen waren keine bis wenige Zuschauer zugelassen. Die Organisatoren der Regatta sorgten dafür, dass alle französischen Teilnehmer bei Tageslicht in den Zielhafen einliefen, um die Ausgangssperre zu umgehen.

## Verlauf
Schon vor dem Start des Rennens entstand Spannung, als es Alexia Barrier, Ari Huusela und Pip Hare erst in letzter Minute gelang, Sponsoren zu finden und teils letzte Reparaturen an ihren Booten durchführen zu lassen.
Bereits nach einigen Stunden auf See musste der erste Skipper umkehren. Eine Beschädigung des Masttopfs seiner Newrest – Art & Fenêtres zwang Fabrice Amedeo, nach Les Sables-d’Olonne zurückzusegeln. Nach zweitägiger Reparatur startete er erneut und war wieder im Rennen. Derweil passierte eine Sturmfront mit Windgeschwindigkeiten um 40 Knoten (rund 75 km/h) das vorausfahrende Feld im Atlantik vor der Iberischen Halbinsel. Mehrere Skipper hatten deswegen gleich zu Beginn mit mehr oder weniger schwerwiegenden Schäden zu kämpfen.
Im weiteren Verlauf des Rennens nahmen naturgemäß die Probleme zu; es kam zu einigen Kollisionen mit unbekannten Treibobjekten (UFOs; unidentified floating objects). Mehrere Teilnehmer wurden durch irreparable Schäden an ihren Booten zur Aufgabe gezwungen.

### Havarien

#### Kollision derCharal

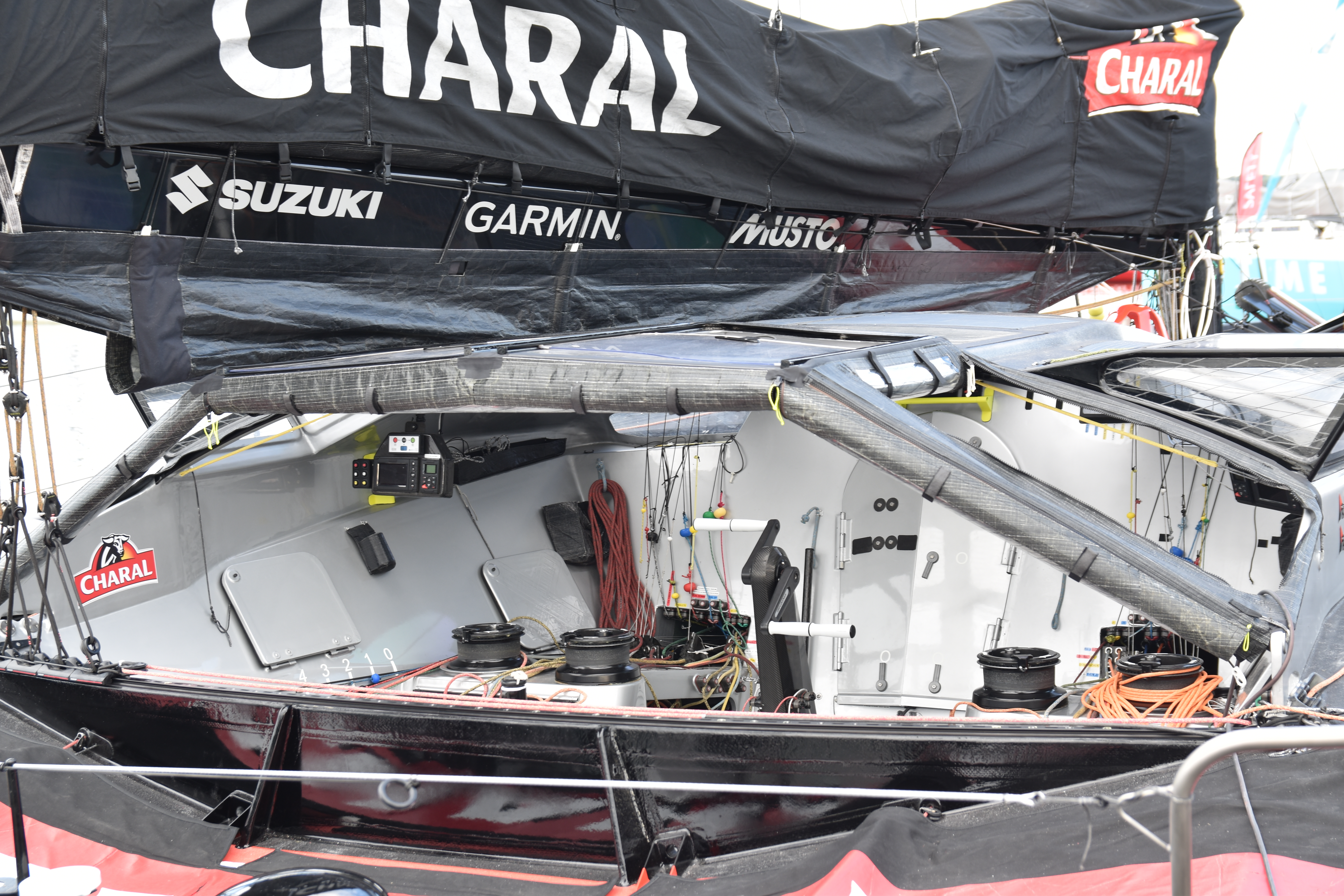
Blick ins Cockpit von Jérémie Beyous IMOCA Charal (2021)

Am dritten Tag des Rennens kollidierte Jérémie Beyous Charal mit einem UFO, das nicht nur ein Ruder stark beschädigte, sondern auch die Aufhängung des Rudersystems sowie den Ankerpunkt eines Backstags. Auch Beyou kehrte nach Les Sables-d’Olonne zurück, um sein Schiff reparieren zu lassen und begann sein Rennen regelkonform 9 Tage, 2 Stunden und 50 Minuten nach dem ersten Start der Flotte erneut.

#### Mastbruch derCorum L’Épargne
Am 16. November brach 260 Seemeilen nordwestlich der Kapverden bei frischem Nordostpassat der Mast der Corum L’Épargne. Der zu den Favoriten gezählte Nicolas Troussel musste infolgedessen als erster Teilnehmer nach nur acht Tagen das Rennen aufgeben.

#### Ruderschaden derHugo Boss 7
Am 19. Wettkampftag erlitt die Yacht eines weiteren Top-Favoriten, die Hugo Boss 7, einen irreparablen Schaden am Steuerbordruder. Nachdem Skipper Alex Thomson es abgetrennt hatte und die folgende Nacht mit nur einem Ruder gesegelt war, entschied sich das Team, die Regatta abzubrechen und das Boot etwa 1800 Seemeilen nach Kapstadt zu segeln, um es dort instand zu setzen.

#### Havarie derPRB
Besonders hart traf es Kevin Escoffier, dessen Yacht am 22. Tag der Regatta bei einer Geschwindigkeit von 27 Knoten im Indischen Ozean auf eine Welle schlug und vor dem Mastschott auseinanderbrach. Ihm gelang es gerade noch, einen Notruf abzusetzen, seinen Überlebensanzug überzuziehen und nach der Rettungsinsel zu greifen, bevor das Boot sank. Nach stundenlanger Suche entdeckte ihn sein zur Hilfe herbeigeeilter Mitstreiter Jean Le Cam, konnte ihn aber wegen des starken Windes und der fünf Meter hohen Wellen nicht direkt aufnehmen und verlor ihn wieder aus den Augen. Doch Le Cam sichtete Escoffiers Blinklicht erneut und konnte ihn um 3.10 Uhr deutscher Zeit nach insgesamt elf Stunden aus seiner Rettungsinsel bergen. Später beschrieb Escoffier, wie sich das Boot buchstäblich in zwei Hälften gefaltet hatte und er sich in letzter Sekunde hatte retten können.
Außer Le Cam wurden auch Boris Herrmann, Yannick Bestaven und Sébastien Simon zur Unglücksstelle umgeleitet. Die beiden Erstgenannten kamen gegen 23 Uhr dort an und begannen ebenfalls mit der Suche nach dem Schiffbrüchigen. Alle an der Aktion beteiligten Segler erhielten von der Rennleitung eine Zeitgutschrift als Entschädigung für ihre Hilfeleistung.

#### Kollision derArkea – Paprec
Nur zwei Tage später, am 2. Dezember, kollidierten Sébastien Simon und seine Arkea – Paprec mit einem UFO, das ihr Steuerbordfoil und dessen Aufnahme schwer beschädigte, so dass Wasser in das Boot eindrang. Simon bekam das Leck weitgehend in den Griff und steuerte Kapstadt an, um die notwendigen Reparaturen vorzunehmen. Diese hätten erfordert, mit an Bord vorhandenen Mitteln das massive, 300 Kilogramm schwere Foil in Stücke zu schneiden und den Rumpf an der Bordwand und auf dem Deck zu laminieren, um den Foilkasten abzudichten. Angesichts des schlechten Wetters in Kapstadt, das eine weitere Verzögerung bedeutet hätte, zusätzlicher Schäden am Schott und am Rudersystem und der Ungewissheit, ob die Reparaturen für den Rest des Rennens halten würden, entschieden Simon und sein Team am 4. Dezember, das Rennen aufzugeben.

#### Kollision derInitiatives-Cœur

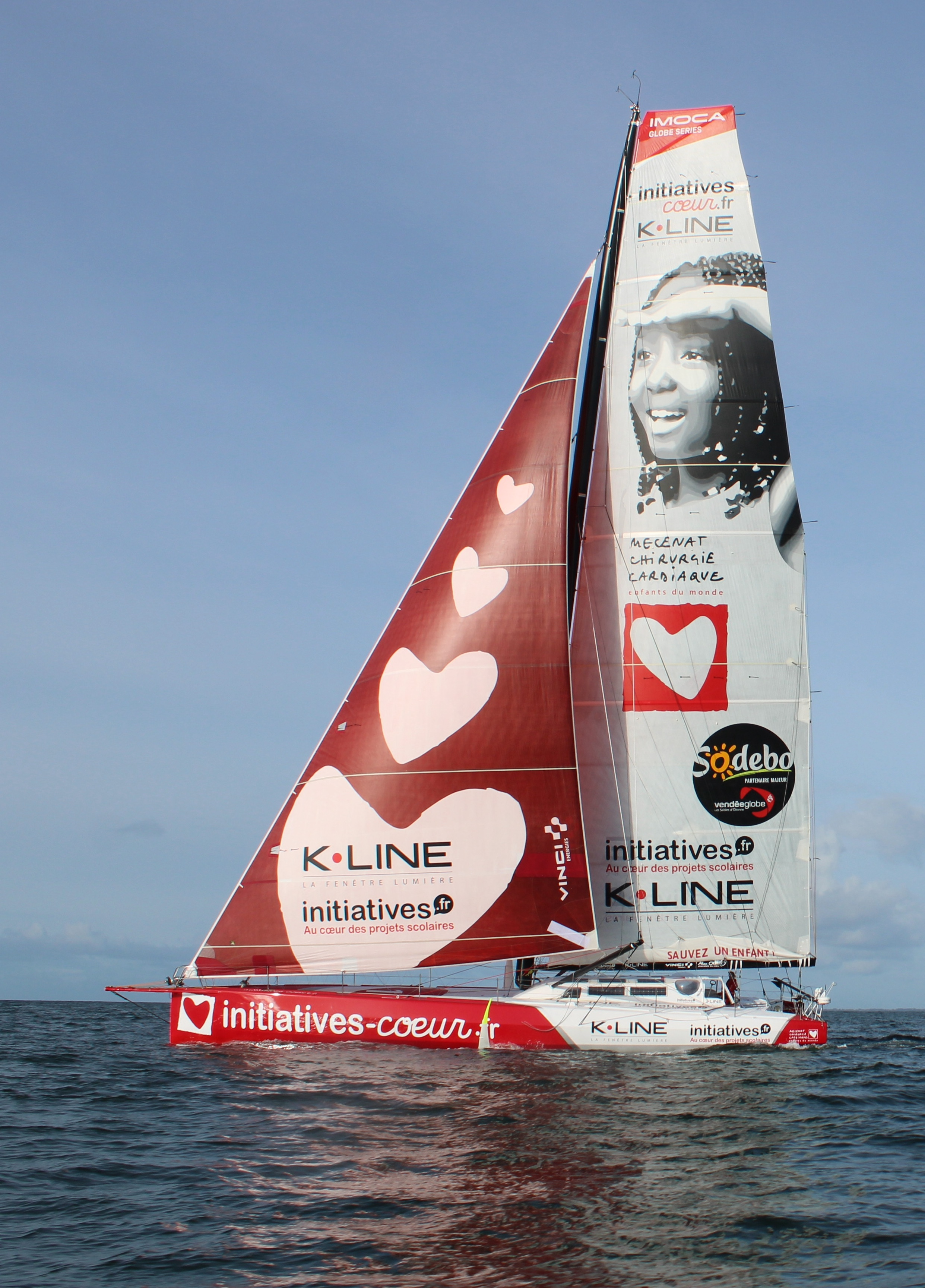
Samantha Davies’ IMOCA Initiatives-Cœur (2020)

Am Tag nach Simons Aufgabe kam es im Südpolarmeer zu einer erneuten Kollision mit einem UFO, diesmal waren Samantha Davies und ihre Initiatives-Cœur die Leidtragenden. Durch den Zusammenstoß wurde das Boot aus 20 Knoten abrupt gebremst, Davies verletzte sich dabei an den Rippen. Isabelle Joschke, die in unmittelbarer Nähe segelte, kam direkt auf sie zu. Davies gestand später in einem Interview: „[...] das war ein zweiter Schreck, ich hatte Angst, sie würde mich nicht sehen. Ich hatte ein kleines gestresstes Gespräch mit ihr, dass sie mir ausweichen sollte!“ Davies’ IMOCA trug erhebliche Schäden am Kielgerüst und an den Schotten davon, die sie zu einem Zwischenstopp in Kapstadt zwangen. Am 5. Dezember bestätigte sie per Video ihr offizielles Ausscheiden aus dem Rennen.
Zugleich gab Davies bekannt, nach den notwendigen Reparaturen das Rennen außerhalb der Wertung zu Ende segeln zu wollen, um ihre Kampagne „1 click = 1 heart“ zugunsten herzkranker Kinder fortzuführen. Seit dem Start der Vendée Globe hatte sie damit bisher Spenden zur Rettung von 28 Kindern sammeln können. Am 14. Dezember setzte sie die Fahrt von Kapstadt nach Les Sables-d’Olonne fort und kam nach ca. 109 Tagen und 23 Stunden außerhalb der Wertung im Ziel an.

#### Kielschaden derMACSF
Isabelle Joschke, die seit mehreren Tagen mit diversen Schäden ihrer Yacht MACSF (defektes Windinstrument, beschädigte Kielhydraulik, gerissenes Segel) zu kämpfen hatte, entschied sich am 10. Januar ebenfalls, das Rennen aufzugeben. Nachdem etwa 1100 Seemeilen östlich der argentinischen Küste auch ihre Ersatzkonstruktion der Neigekiel-Hydraulik versagt hatte, steuerte sie zwecks Reparaturstopp Salvador da Bahia in Brasilien an. Zu diesem Zeitpunkt lag sie auf Platz 11 und hatte bereits nahezu 80 % der Rennstrecke absolviert.
Ebenso wie zuvor Sam Davies beschloss Joschke, ihre Fahrt außer Konkurrenz fortzusetzen, um „die Geschichte zu beenden, damit alles eine Bedeutung hat“ und sie „wieder auf die Füße“ komme. Am 5. Februar brach sie Richtung Les Sables-d’Olonne auf und kam – noch vor den letzten regulär segelnden Skippern und vor Pip Hare – nach ca. 107 Tagen und 21 Stunden außerhalb der Wertung dort an.

#### Kollision derSeaexplorer

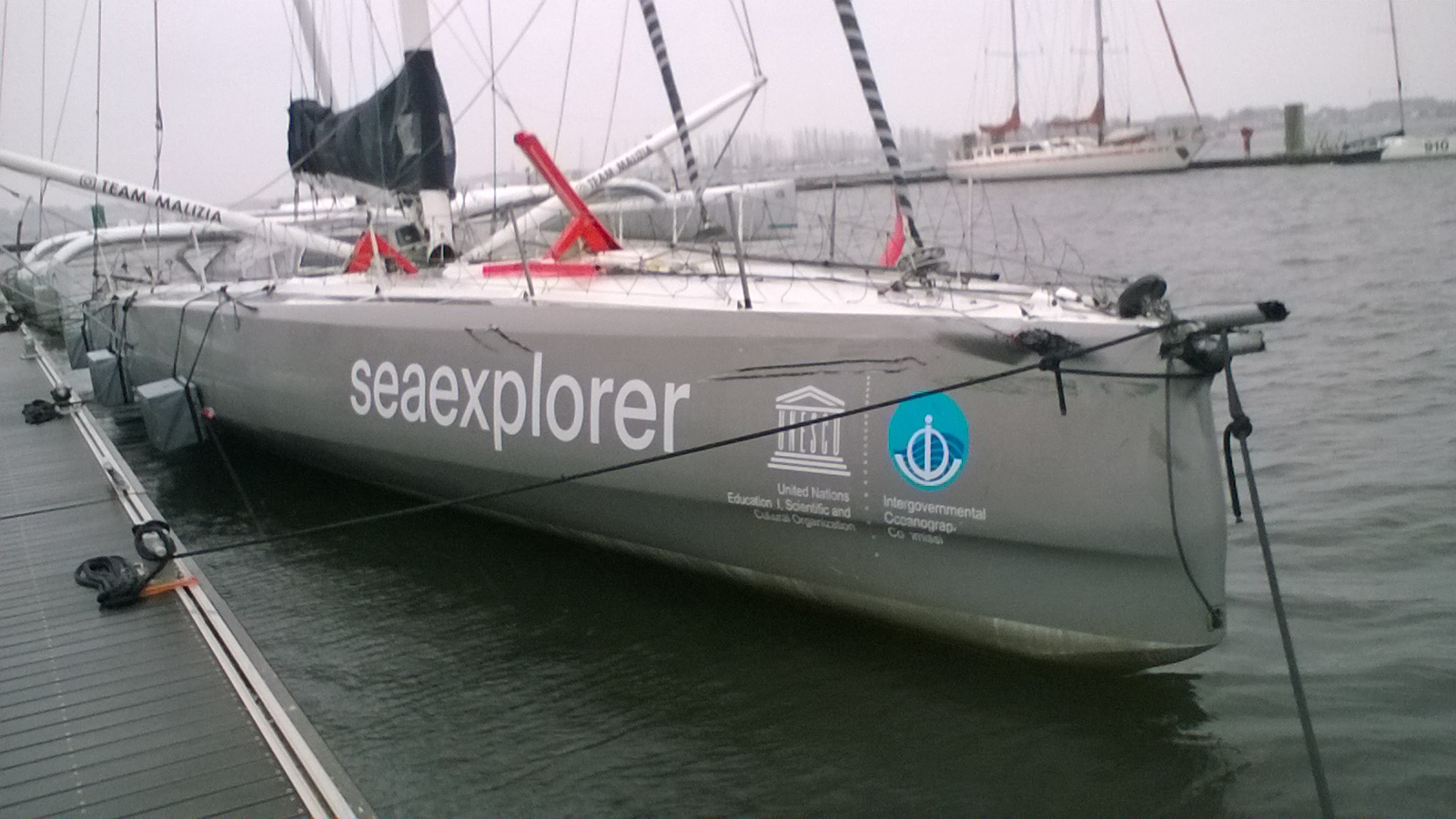
Die Seaexplorer nach ihrer Kollision

Am 27. Januar stieß Boris Herrmanns Seaexplorer rund 90 Seemeilen vor der Ziellinie mit der Hermanos Busto, einem knapp 30 Meter langen und 8 Meter breiten spanischen Fischkutter zusammen. Die Seaexplorer verlor beim Aufprall das Bugspriet, an Steuerbord entstand ein Riss im Rumpf, das Foil brach und eine der Oberwanten riss. Der über 200 Tonnen schweren Stahlkutter trug nur leichte Lackschäden an der Bordwand davon. Aufgrund der Nähe zur Ziellinie konnte Herrmann trotz der massiven Beschädigung seiner Yacht das Rennen zu Ende segeln. Seinen bis dahin sicher geglaubten dritten Platz oder gar die Chance auf den Sieg verlor er jedoch durch den Zwischenfall.
Die Kollision entzündete erneut die seit Jahrzehnten immer wieder geführte Debatte über die Unvereinbarkeit des Einhandsegelns mit Paragraph 5 der Kollisionsverhütungsregeln. In den sozialen Medien und einigen Tageszeitungen wurde darüber diskutiert, ob Boris Herrmann fahrlässig gehandelt habe, da er zum Zeitpunkt des Zusammenstoßes geschlafen hatte. Zwar funktionierte sein Detektionssystem OSCAR, das per Video- und Infrarot-Kameras die Meeresoberfläche absucht, nicht mehr zuverlässig, doch hätte ihn sowohl sein Radar als auch das AIS der Hermano Busto vor der drohenden Kollision alarmieren müssen.

#### Weitere Schäden
Am 11. Dezember musste Fabrice Amedeo nach 33 Renntagen wegen mehrerer Defekte an seiner Yacht Newrest – Art & Fenêtres aufgeben. Ausschlaggebend war für ihn der Ausfall seiner beiden Bordcomputer, ohne die er keine Wetterdaten empfangen und nur noch über GPS navigieren konnte.
Als achter und letzter Skipper schied Sébastien Destremau auf Merci am 16. Januar aus dem Rennen aus. Etwa 60 Seemeilen von Dunedin (Neuseeland) entfernt, annähernd 7500 Seemeilen hinter der Führungsgruppe, zwangen ihn ein Riss im Bug sowie Probleme mit dem Autopiloten und der Steuerungsanlage zur Aufgabe.
Pip Hare auf Medallia entdeckte rund 1400 Seemeilen vor Kap Hoorn einem Riss am Schaft ihres Backbordruders, der sich bei jeder Bewegung durch den Autopilot vergrößerte. Die Maschinenbauingenieurin koppelte das Steuergestänge ab und als der Wind auf 16–18 Knoten abnahm, gelang es ihr, das Boot ausreichend abzubremsen und ein Ersatzruder einzuziehen. Das hatte sie sich bauen lassen, weil Alan Roura bei der vorigen Vendée Globe vor einem ähnlichen Problem stand und ihr sein Rudertausch im Südpolarmeer imponierte.
Sowohl Thomas Ruyant als auch Charlie Dalin hatten Probleme mit den Hydrofoils, die ihr Rennen beeinträchtigten. Bei Ruyants LinkedOut bildeten sich am 18. Renntag, als er im Südatlantik rund 70 Seemeilen hinter dem Führenden Dalin segelte, Risse am Schaft sein Backbordfoils, die die Struktur massiv schwächten. Er musste es um rund zwei Meter kürzen, um die darauf wirkenden Kräfte zu reduzieren und eine drohende Havarie durch weitere Beschädigungen zu verhindern. Knappe drei Wochen später berichtete Dalin ebenfalls von einem Foilschaden an Backbord seiner Apivia. Mit einer provisorischen Reparatur gelang es ihm, sich im Rennen und seine engsten Verfolger auf Distanz zu halten.

## Ergebnisse
Am 27. Januar um 19.35 Uhr überquerte Charlie Dalin auf Apivia nach rund 80 Tagen und 6 Stunden als erster Skipper die Ziellinie. Dennoch wurde er nur Zweiter, weil dem knapp acht Stunden später einlaufenden Yannick Bestaven für die Beteiligung an der Rettung des havarierten Kevin Escoffier 10 Stunden und 15 Minuten gutgeschrieben wurden.
Innerhalb der nächsten 24 Stunden erreichten sieben weitere Teilnehmer das Ziel; besonders spannend wurde es zwischen Boris Herrmann, Damien Seguin und Giancarlo Pedote, die die Ziellinie jeweils im Abstand von weniger als eine Stunde überquerten. Wegen der Pandemie konnten sie nur von einem kleinen Publikum in Empfang genommen werden. Nichtsdestotrotz wurden die Skipper bei ihrer Kanalpassage zum Yachthafen von großem Jubel und den obligatorischen Signalfanfaren begleitet. Nach Herrmann auf Platz 5 fuhr Seguin als Sechster in den Kanal ein und sorgte für eine spektakuläre Ankunft: Der erste Skipper, der die Vendée Globe tatsächlich einhändig gemeistert hatte, passierte den Kanal als Pirat verkleidet – stilecht mit langem, rotem Frack, Dreispitz, Stoffpapagei auf der Schulter und Enterhaken als Armprothese.
Jean Le Cam, der Les Sables-d’Olonne einen Tag nach Dalin als Achter erreichte, bekam für seine Rettungsaktion ebenfalls eine Zeitgutschrift und rückte so in der Gesamtwertung auf Platz 4 vor. Damit belegten er und seine 13 Jahre alte Yacht Yes We Cam ! den besten Platz unter den Seglern, die ohne Hydrofoils unterwegs waren.

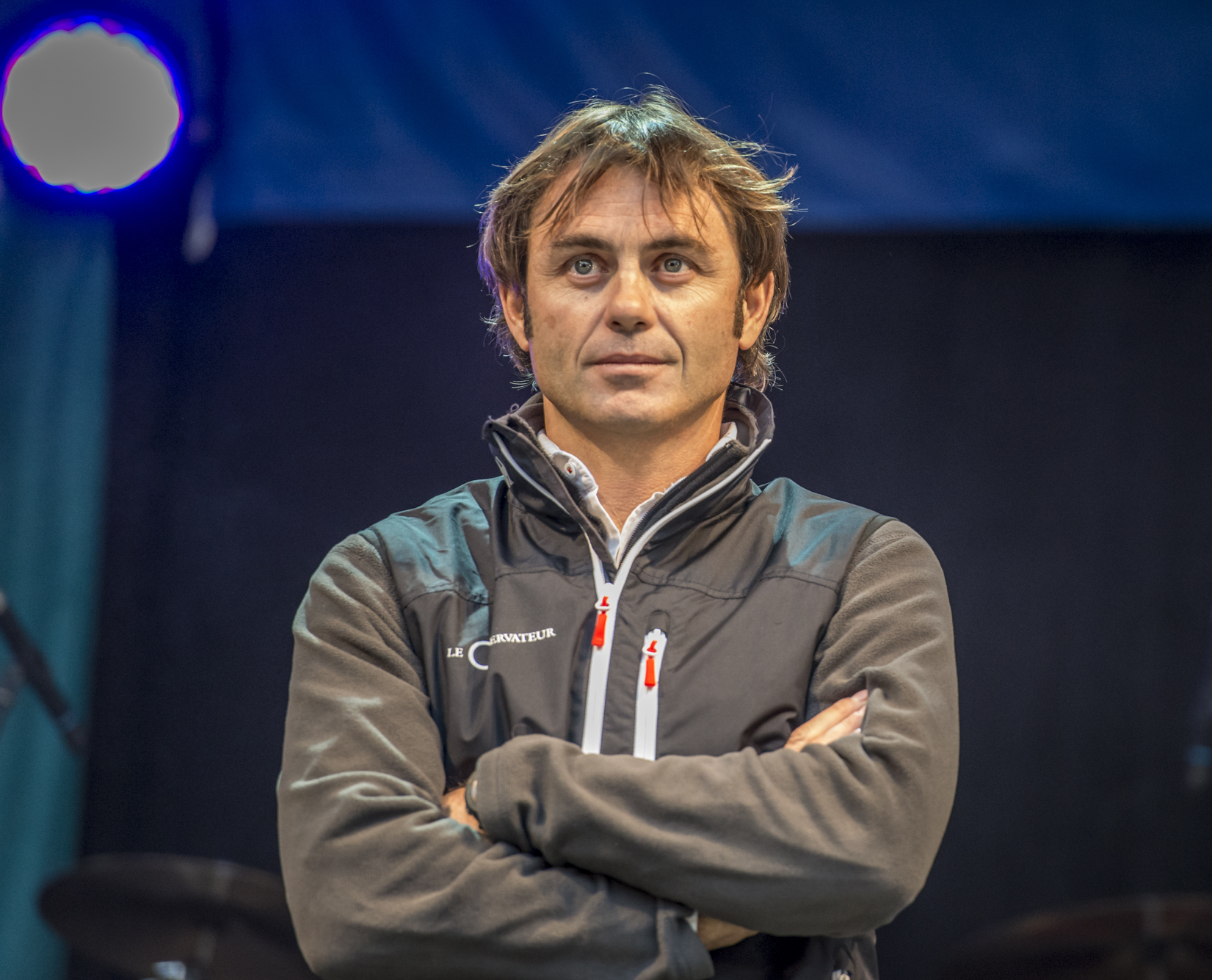
Yannick Bestaven (FRA)
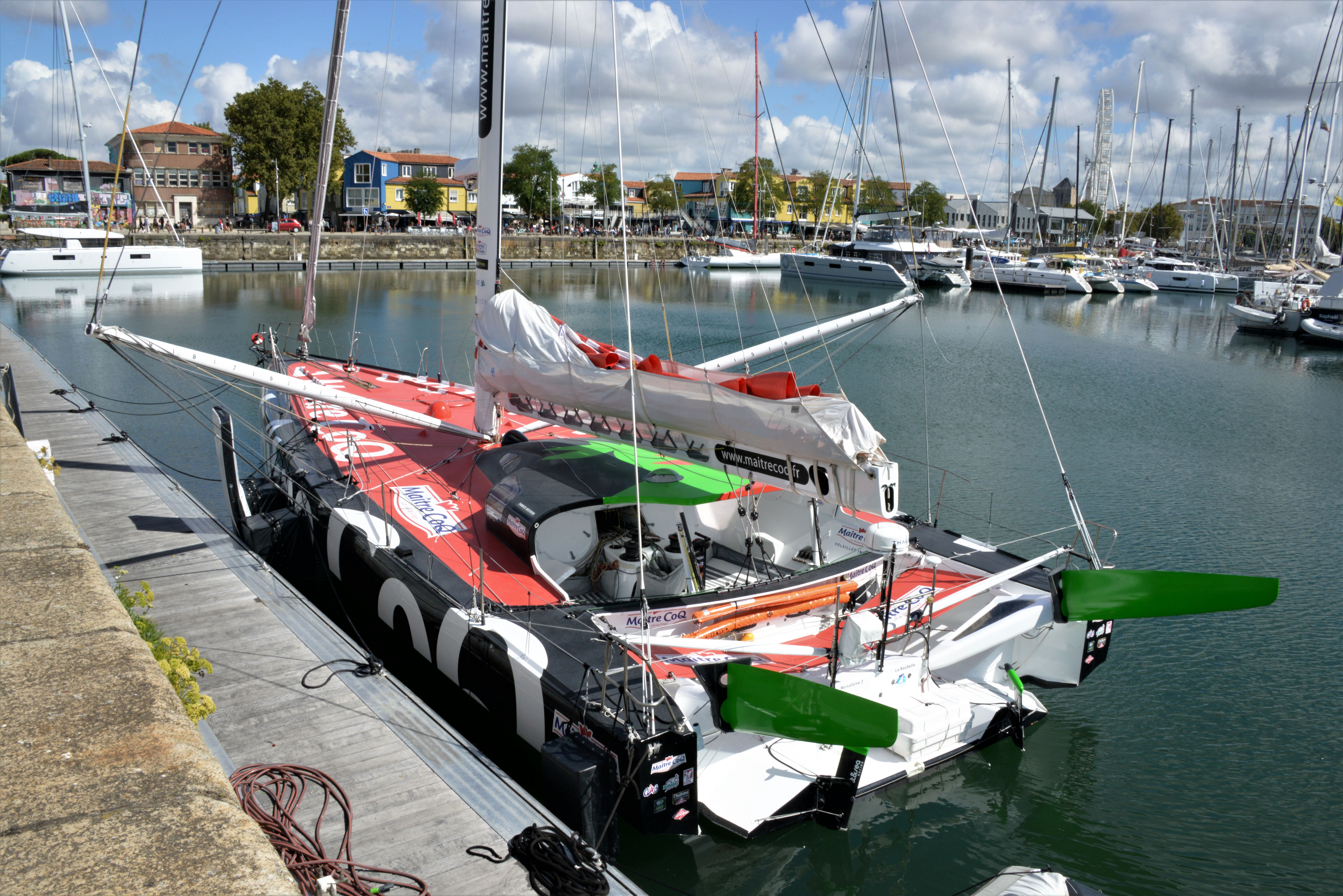
Siegerboot 2020/21: Maître CoQ IV
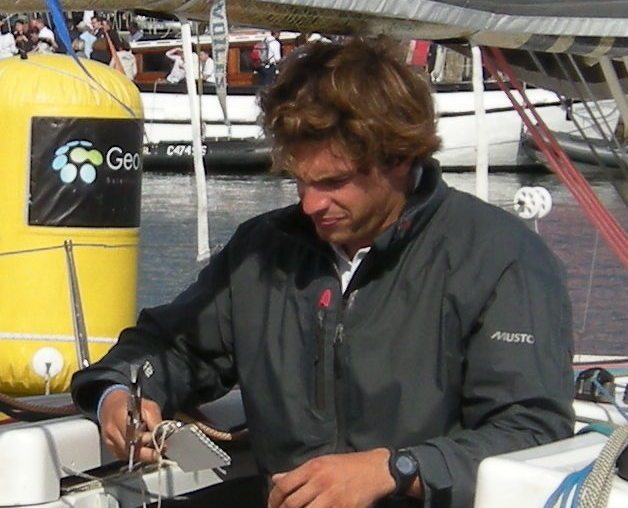
Charlie Dalin (FRA)
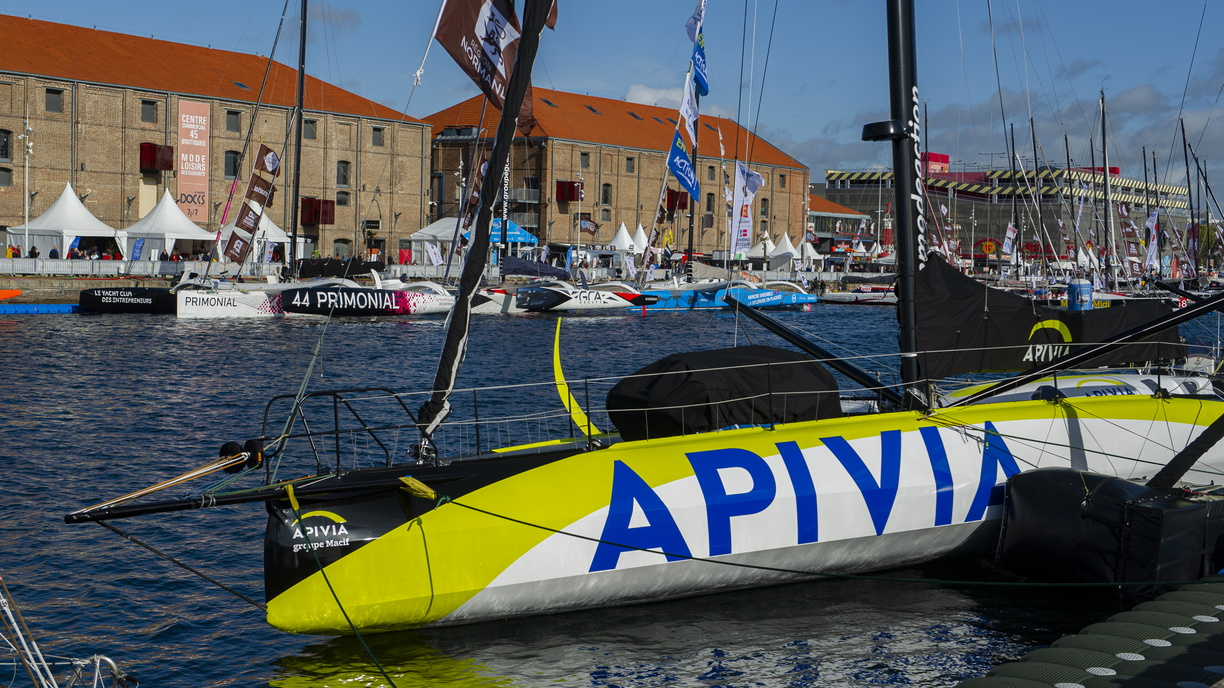
First Ship Home 2020/21: Apivia

| Rang | Nation – Skipper     | Yacht                              | Foils | Zeit [Tage hh:mm:ss] | Anmerkung                                                                                           |
| ---- | -------------------- | ---------------------------------- | ----- | -------------------- | --------------------------------------------------------------------------------------------------- |
| 1    | Yannick Bestaven     | Maître Coq IV                      | ja    | 80 03:19:46          | Rennzeit abzüglich 10:15 h Zeitgutschrift                                                           |
| 2    | Charlie Dalin        | Apivia                             | ja    | 80 06:15:47          | First Ship Home                                                                                     |
| 3    | Louis Burton         | Bureau Vallée 2                    | ja    | 80 10:25:12          | |
| 4    | Jean Le Cam          | Yes We Cam !                       | nein  | 80 13:44:55          | Rennzeit abzüglich 16:15 h Zeitgutschrift                                                           |
| 5    | Boris Herrmann       | Seaexplorer – Yacht Club De Monaco | ja    | 80 14:59:45          | Rennzeit abzüglich 6 h Zeitgutschrift                                                               |
| 6    | Thomas Ruyant        | Linkedout                          | ja    | 80 15:22:01          | |
| 7    | Damien Seguin        | Groupe Apicil                      | nein  | 80 21:58:20          | |
| 8    | Giancarlo Pedote     | Prysmian Group                     | ja    | 80 22:42:20          | |
| 9    | Benjamin Dutreux     | Omia – Water Family                | nein  | 81 19:45:20          | |
| 10   | Maxime Sorel         | V and B – Mayenne                  | nein  | 82 14:30:15          | |
| 11   | Armel Tripon         | L’Occitane En Provence             | ja    | 84 17:07:50          | |
| 12   | Clarisse Crémer      | Banque Populaire X                 | nein  | 87 02:24:25          | |
| 13   | Jérémie Beyou        | Charal                             | ja    | 89 18:55:58          | |
| 14   | Romain Attanasio     | Pure – Best Western                | nein  | 90 02:46:02          | |
| 15   | Arnaud Boissières    | La Mie Câline – Artisans Artipôle  | ja    | 94 18:36:06          | |
| 16   | Kojiro Shiraishi     | DMG Mori Global One                | ja    | 94 21:32:56          | |
| 17   | Alan Roura           | La Fabrique                        | ja    | 95 06:09:56          | |
| 18   | Stéphane Le Diraison | Time for Oceans                    | ja    | 95 08:16:00          | |
| 19   | Pip Hare             | Medallia                           | nein  | 95 11:37:30          | |
| 20   | Didac Costa          | One Planet One Ocean               | nein  | 97 06:27:03          | |
| 21   | Clément Giraud       | Compagnie Du Lit / Jiliti          | nein  | 99 20:08:31          | |
| 22   | Miranda Merron       | Campagne De France                 | nein  | 101 08:56:51         | |
| 23   | Manuel Cousin        | Groupe Sétin                       | nein  | 103 18:15:40         | |
| 24   | Alexia Barrier       | TSE – 4myplanet                    | nein  | 111 17:03:44         | |
| 25   | Ari Huusela          | Stark                              | nein  | 116 18:15:46         | Last Ship Home                                                                                      |
| —    | Sébastien Destremau  | Merci                              | nein  | DNF                  | Ausgeschieden am 16. Januar nach diversen Schäden                                                   |
| —    | / Isabelle Joschke   | MACSF                              | ja    | DNF                  | Ausgeschieden am 10. Januar nach Hydraulikschaden, Ankunft nach ca. 107 21:00 außerhalb der Wertung |
| —    | Fabrice Amedeo       | Newrest – Art & Fenêtres           | ja    | DNF                  | Ausgeschieden am 11. Dezember nach Ausfall des Bordcomputers                                        |
| —    | Samantha Davies      | Initiatives-cœur                   | ja    | DNF                  | Ausgeschieden am 5. Dezember nach Kielschaden, Ankunft nach ca. 109 23:00 außerhalb der Wertung     |
| —    | Sébastien Simon      | Arkea – Paprec                     | ja    | DNF                  | Ausgeschieden am 4. Dezember nach Kollision mit UFO                                                 |
| —    | Kevin Escoffier      | PRB                                | ja    | DNF                  | Ausgeschieden am 30. November nach Schiffbruch                                                      |
| —    | Alex Thomson         | Hugo Boss                          | ja    | DNF                  | Ausgeschieden am 28. November nach Ruderschaden                                                     |
| —    | Nicolas Troussel     | Corum L’Épargne                    | ja    | DNF                  | Ausgeschieden am 16. November nach Mastbruch                                                        |

## Teilnehmende Boote

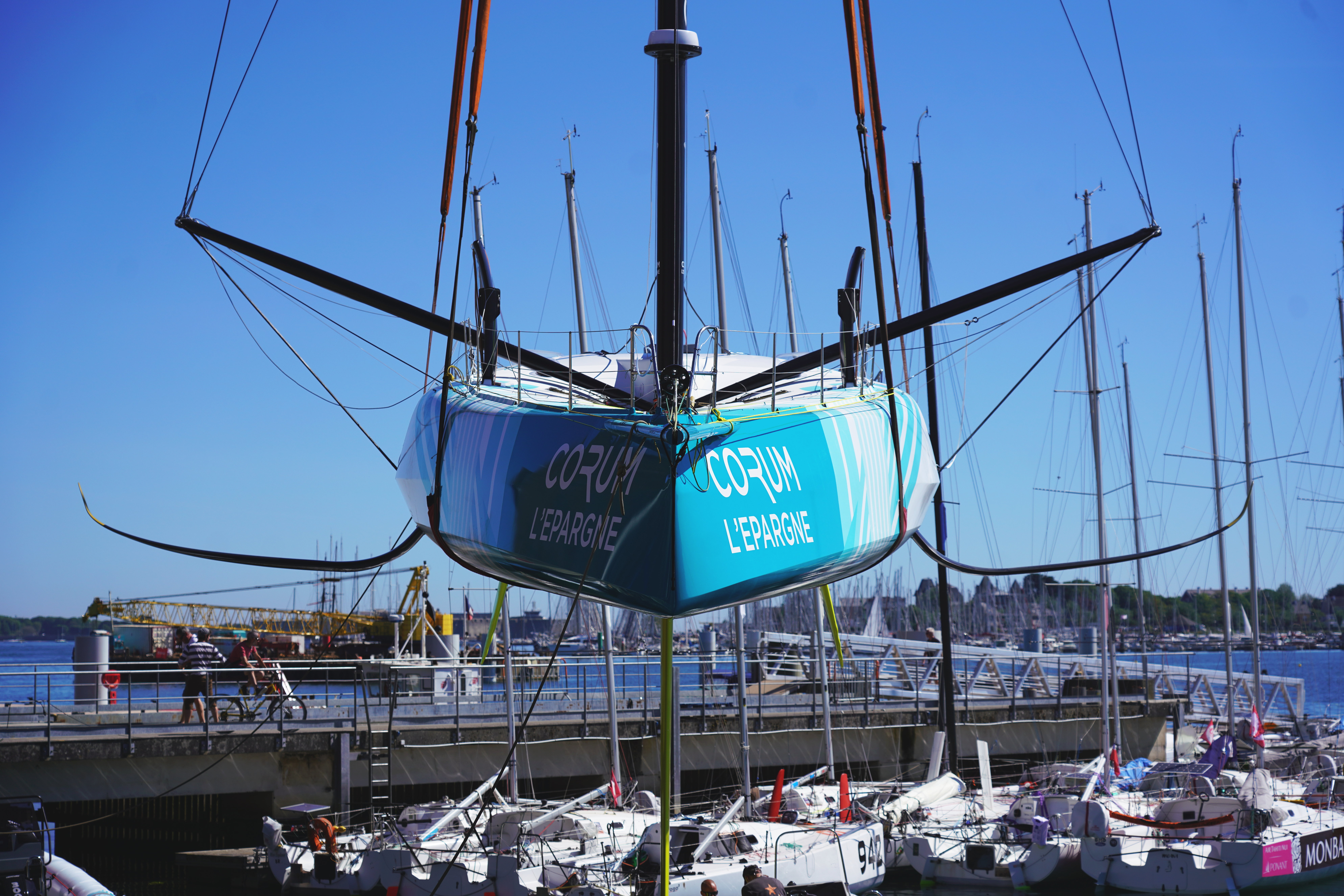
IMOCA Corum L'Épargne mit Hydrofoils (2020)

Seit der Ausgabe 2016/17 wurden bei der Vendée Globe IMOCAs mit Tragflächen (Hydrofoils) eingesetzt. Es gab intensive Diskussionen über die Kosten, die Effizienz, die Anfälligkeit, die Auswirkungen auf die Seetüchtigkeit und die strukturellen Auswirkungen dieser Entwicklung. Trotz der Zweifel verbreitete sich das Konzept: Vier Jahre später, beim Rennen 2020/21, war bereits über die Hälfte der beteiligten Yachten mit Foils ausgestattet.
Doch waren längst nicht alle Skipper mit neuen Rennyachten unterwegs, die wenigsten konnten sich eine mehrere Millionen Euro teure IMOCA der neuesten Generation leisten. Das älteste Boot war die 23 Jahre alte TSE – 4MyPlanet, mit der Alexia Barrier das Rennen bestritt. Obwohl die 1998 gebaute Yacht bereits etliche Rennen, darunter sechs Weltumsegelungen, hinter sich hatte, hielt sie den extremen Belastungen ein weiteres Mal stand.
Auch Pip Hares Medallia, die 2000 als Superbigou zu ihrer ersten Vendée Globe gestartet war, hatte bereits vier Mal die Erde umrundet. Da ihr damaliger Skipper Berhard Stamm nur über begrenzte Mittel verfügte, verbaute er recycelte Komponenten von älteren IMOCAs: Der Mast war der alte von Isabelle Autissier und die Ruder stammten von der Bagage Superior, mit der Alain Gautier die 1992er Ausgabe der Regatta gewonnen hatte. Die veraltete Yacht bot keinerlei Außenschutz, das Großsegel ließ sich nur vom Mast aus reffen, die Reffleinen für die Vorsegel führten durch die Luken und der Kippkiel musste per Flaschenzug mit einer elektrischen Winde vom Maschinenraum aus bedient werden. Zudem gab es weder eine Navigationsstation noch eine Koje – Pip Hare schlief auf dem Boden.
Die von Didac Costa gesegelte One Planet One Ocean, gebaut für Ellen MacArthurs Vendée-Globe-Teilnahme 2000/01, war nur unwesentlich jünger. Sie wurde jedoch für das Rennen 2020/21 komplett überholt.
Eine technische Besonderheit wies die von Boris Herrmann gesegelte Seaexplorer – Yacht Club de Monaco auf: Sie war auf seine Initiative hin mit einem mobilen Messsystem der Gemeinschaftsinitiative des GEOMAR Helmholtz-Zentrums für Ozeanforschung Kiel, des Kieler Forschungsnetzwerks „Ozean der Zukunft“ und des Max-Planck-Instituts für Meteorologie in Hamburg ausgerüstet worden. Das autonom arbeitende Labor misst kontinuierlich umfassende Daten zur Wasserqualität und sendet sie alle 20 Sekunden über Funk an eine Datenbank.
| Yacht                              | Frühere Namen                                                                   | Segelzeichen | Konstrukteur                     | Werft                             | Baujahr | Skipper              | Frühere Skipper                                                        | Erfolge                       |
| ---------------------------------- | ------------------------------------------------------------------------------- | ------------ | -------------------------------- | --------------------------------- | ------- | -------------------- | ---------------------------------------------------------------------- | ----------------------------- |
| TSE – 4MyPlanet                    | Famille Mary-Etamine du Lys, Initiatives Coeur, Le Pingouin                     | FRA 72       | Marc Lombard                     | Mag France                        | 1998    | Alexia Barrier       | Catherine Chabaud, Simone Bianchetti, Brad van Liew, Tanguy de Lamotte | 1. Velux-5-Oceans 2011        |
| Medallia                           | Superbigou, Armor Lux, We Are Water, La Fabrique                                | GBR 77       | Pierre Rolland                   | Bernard Stamm                     | 1999    | Pip Hare             | Bernard Stamm, Cali Sanmarti, Alan Roura                               | 1. Around Alone 2003          |
| One Planet One Ocean               | Kingfisher                                                                      | ESP 33       | Owen Clarke Design               | Martens Yachts                    | 2000    | Didac Costa          | Ellen MacArthur                                                        | 2. Vendée Globe 2004          |
| Merci                              | Foresight Natural Energy                                                        | FRA 69       | Lavranos                         | Artech Do Brasil                  | 2005    | Sébastien Destremau  | Josh Hall, Steve White, Conrad Colman                                  | 9. Route du Rhum 2006         |
| Compagnie du Lit / Jiliti          | Bureau Vallée                                                                   | FRA 83       | Farr Yacht Design                | JMV Industries                    | 2006    | Clément Giraud       | Jérémie Béyou, Louis Burton, Erik Nigon,                               | 7. Vendée Globe 2017          |
| Campagne de France                 | Great America IV, Mirabaud, Temenos                                             | FRA 50       | Owen Clarke Design               | Southern Ocean Marine             | 2006    | Miranda Merron       | Dominique Wavre, Rich Wilson, Enda O’Coineen                           | 7. Vendée Globe 2013          |
| Pure – Best Western                | Gitana Eighty, Synerciel, Newrest-Matmut                                        | FRA 49       | Farr Yacht Design                | Southern Ocean Marine             | 2007    | Romain Attanasio     | Loïck Peyron, Guillermo Altadill,                                      | 1. Transat Evover B to B 2007 |
| La Mie Câline – Artisans Artipole  | Ecover3, Président, Gamesa, Kilcullen Voyager-Team Ireland                      | FRA 14       | Owen Clarke Design / Clay Oliver | Hakes Marine Construction         | 2007    | Arnaud Boissières    | Bruno Dubois, Jean Le Cam, Mike Golding, Enda O’Coineen                | 6. Vendée Globe 2013          |
| Groupe Setin                       | Paprec-Virbac2, Estrella Damm                                                   | FRA 71       | Farr Yacht Design                | Southern Ocean Marine             | 2007    | Manuel Cousin        | Jean-Pierre Dick, Pepe Ribes, Arnaud Boissières,                       | 1. Barcelona World Race 2008  |
| Omia – Water Family                | Spirit of Yukoh, Neutrogena, Hugo Boss, Estrella Damm, Veolia Environnement, BT | FRA 09       | Farr Yacht Design                | Offshore Challenges Sailing Team  | 2007    | Benjamin Dutreux     | Altadill, Seb Josse, Roland Jourdain, Kojiro Shiraishi                 | 1. Route Du Rhum 2010         |
| Stark                              | Aviva, GAES Centros Auditivos                                                   | FIN 222      | Owen Clarke Design               | Hakes Marine – Wellington         | 2007    | Ari Huusela          | Dee Caffari                                                            | 6. Vendée Globe 2008          |
| MACSF                              | Safran                                                                          | FRA 27       | VPLP / Verdier                   | Chantier naval de Larros          | 2007    | Isabelle Joschke     | Marc Guillemot, Yann Éliès,                                            | 2 x 2. Transat Jacques Vabre  |
| Yes We Cam !                       | Cheminées Poujoulat, Mare, Maître CoQ, Mapfre, Foncia                           | FRA 01       | Farr Yacht Design                | CDK Technologies                  | 2007    | Jean Le Cam          | Michel Desjoyeaux, Iker Martinez, Jérémie Béyou, Jörg Riechers         | 1. Vendée Globe 2009          |
| Time For Oceans                    | Hugo Boss, Energa, Compagnie du Lit-Boulogne Billancourt                        | FRA 92       | Jean-Marie Finot / Pascal Conq   | Neville Hutton                    | 2007    | Stéphane Le Diraison | Alex Thomson, Zbigniew Gutkowski, Stéphane Le Diraison                 | 2. Barcelona World Race 2008  |
| La Fabrique                        | Brit Air, Votre Nom autour du Monde, MACSF                                      | SUI 07       | Groupe Finot-Conq                | Multiplast                        | 2007    | Alan Roura           | Armel Le Cléac’h, Bertrand de Broc, Jörg Riechers                      | 8. Route Du Rhum 2017         |
| V and B – Mayenne                  | Le Souffle du Nord, Groupe Bel                                                  | FRA 53       | VPLP / Verdier                   | Indiana Yachting                  | 2007    | Maxime Sorel         | Kito de Pavant, Thomas Ruyant                                          | 2. Transat Jacques Vabre 2009 |
| Groupe Apicil                      | Comme Un Seul Homme, DCNS                                                       | FRA 1000     | Groupe Finot-Conq                | Multiplast                        | 2008    | Damien Seguin        | Marc Thiercelin, Christopher Pratt, Éric Bellion,                      | 14. Transat Jacque Vabre      |
| PRB                                | —                                                                               | FRA 85       | VPLP / Verdier                   | Thierry Eluère / CDK Technologies | 2009    | Kevin Escoffier      | Vincent Riou                                                           | 2 x 1. Transat Jacques Vabre  |
| Initiatives-Cœur                   | Maître CoQ – Banque Populaire VII – Foncia II                                   | FRA 109      | VPLP / Verdier                   | CDK Technologies / JMV Industries | 2010    | Samantha Davies      | Michel Desjoyeaux, Armel Le Cléac’h, Jérémie Béyou, Tanguy de Lamotte  | 2. Vendée Globe 2013          |
| Banque Populaire X                 | Macif – SMA                                                                     | FRA 30       | VPLP / Verdier                   | CDK Technologies[18] / Mer Agitée | 2011    | Clarisse Cremer      | François Gabart, Paul Meilhat,                                         | 1. Vendée Globe 2013          |
| Seaexplorer – Yacht Club De Monaco | Gitana16, Malizia II                                                            | MON 10       | VPLP / Verdier                   | Multiplast                        | 2015    | Boris Herrmann       | Seb Josse                                                              | 5. Vendée Globe 2021          |
| Newrest – Art & Fenêtres           | Vento di Sardegna, No Way Back                                                  | FRA 56       | VPLP / Verdier                   | Persico Marine                    | 2015    | Fabrice Amedeo       | Andrea Mura, Pieter Heerema                                            | 12. Route Du Rhum 2017        |
| Maître CoQ IV                      | Safran 2 – Des Voiles et Vous                                                   | FRA 17       | VPLP / Verdier                   | CDK Technologies                  | 2015    | Yannick Bestaven     | Morgan Lagravière                                                      | 1. Vendée Globe 2021          |
| Bureau Vallée 2                    | Banque Populaire VIII                                                           | FRA 18       | VPLP / Verdier                   | CDK Technologies                  | 2015    | Louis Burton         | Armel Le Cléac’h                                                       | 1. Vendée Globe 2017          |
| Prysmian Group                     | Saint-Michel – Virbac                                                           | ITA 06       | VPLP / Verdier                   | Multiplast                        | 2015    | Giancarlo Pedote     | Jean-Pierre Dick, Yann Éliès                                           | 4. Vendée Globe 2017          |
| Charal                             | —                                                                               | FRA 8        | VPLP                             | CDK Technologies                  | 2018    | Jérémie Beyou        |                                                                        | 1. Fastnet 2019               |
| Apivia                             | —                                                                               | FRA 79       | Verdier                          | CDK Technologies                  | 2019    | Charlie Dalin        |                                                                        | 2. Vendée Globe 2021          |
| LinkedOut                          | —                                                                               | FRA 59       | Verdier                          | Persico                           | 2019    | Thomas Ruyant        |                                                                        | 6. Vendée Globe 2021          |
| DMG Mori Global One                | —                                                                               | JPN 11       | VPLP                             | Multiplast                        | 2019    | Kōjirō Shiraishi     |                                                                        | 16. Vendée Globe 2021         |
| Arkea – Paprec                     | —                                                                               | FRA 4        | Juan Kouyoumdjian                | CDK Technologies                  | 2019    | Sébastien Simon      |                                                                        | 9. Transat Jacque Vabre 2019  |
| Hugo Boss                          | —                                                                               | GBR 99       | VPLP / Alex Thomson Racing       | Carrington Boat                   | 2019    | Alex Thomson         |                                                                        | —                             |
| L'Occitane en Provence             | —                                                                               | FRA 2        | Sam Manuard                      | Black Pepper                      | 2020    | Armel Tripon         |                                                                        | 11. Vendée Globe 2021         |
| Corum l’Epargne                    | —                                                                               | FRA 6        | Juan Kouyoumdjian                | CDK Technologies / Mer Agitée     | 2020    | Nicolas Troussel     |                                                                        | —                             |